# Española (Galápagos)
Española (també anomenada Hood). és l'illa més meridional de l'arxipèlag de Galápagos. Batejada en honor d'Espanya, l'illa més meridional també es coneix com a Hood en honor d'un noble anglès. Té una superfície de 60 km² i una altitud màxima de 206 metres. És l'illa més meridional de l'arxipèlag i conté una proporció elevada de fauna endèmica.
Española és el lloc on nien els albatros i també té poblacions de falcó de Galápagos, tortugues marines, tortugues gegants de les Galápagos, mascarells de Nazca, iguanes marines, taurons, llops marins, gavines de cua bifurcada, coloms de Galápagos, tortugues gegants i mascarells camablaus. Una fissura en la lava en un punt de la costa ha creat un «buit bufador» on l'aigua s'eleva diversos metres quan les ones colpegen contra la paret del penya-segat.